# Estrée-Wamin
Estrée-Wamin é uma comuna francesa na região administrativa de Altos da França, no departamento de Pas-de-Calais. Estende-se por uma área de 5,2 km². Em 2010 a comuna tinha 189 habitantes (densidade: 36,3 hab./km²).